# Adorazione dei Magi

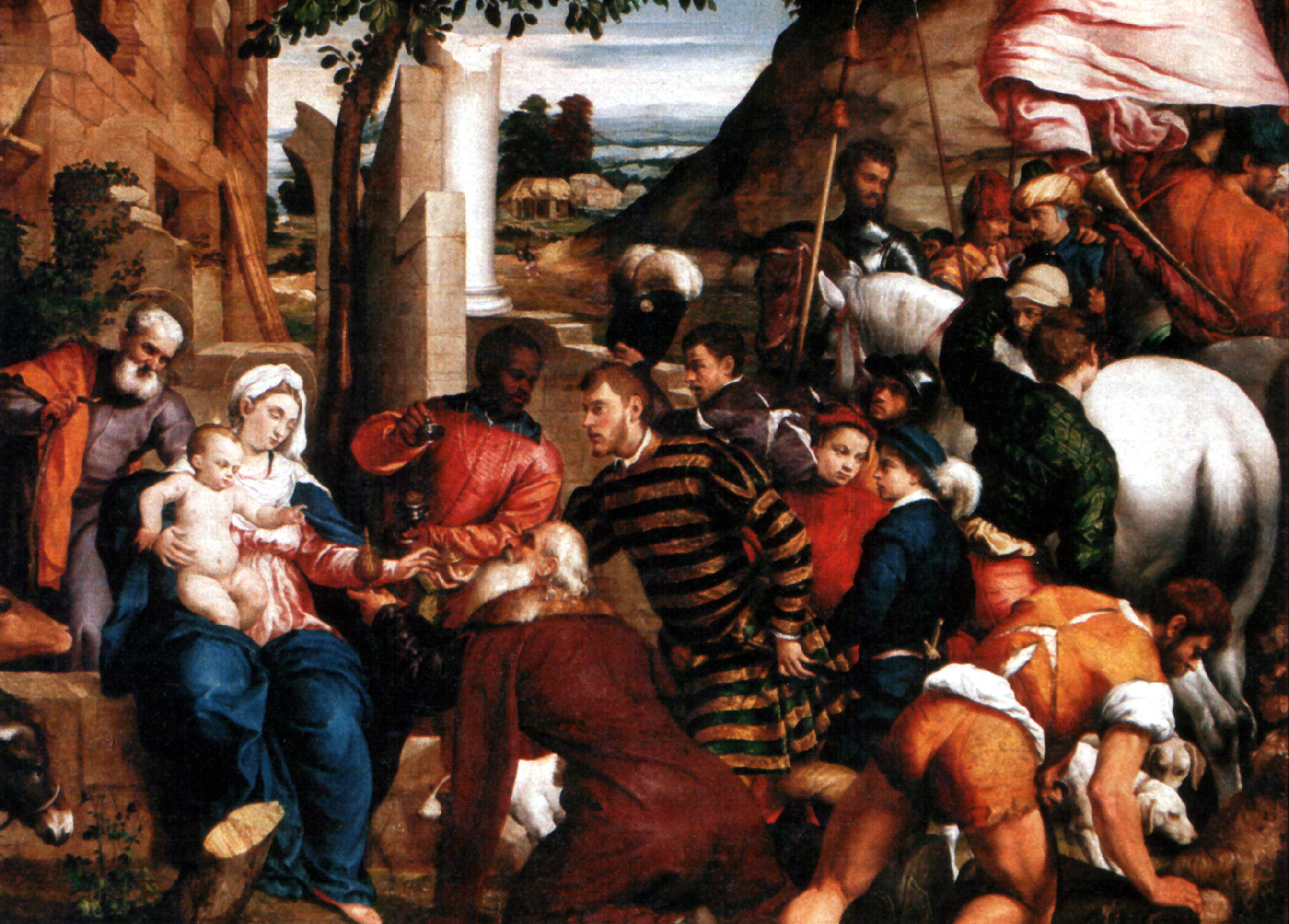
Adorazione dei Magi, Jacopo Bassano, National Gallery of Scotland.

L'Adorazione dei Magi è un tema artistico biblico, che raffigura i Re Magi presso la grotta di Betlemme con Gesù bambino, Maria e Giuseppe. L'episodio compare nel Vangelo di Matteo (Mt 2:1-12) nel libro del Nuovo Testamento.
Matteo fa un resoconto molto conciso in cui non compare né il numero né il nome di questi maghi. Da Origene (185-224) e con i Vangeli apocrifi si aggiungono dati e dettagli che la Chiesa accetta e di cui gli artisti approfittano nelle loro opere. La storia dei Magi ha sempre avuto una grande attrazione per le narrazioni artistiche.

## Iconografia

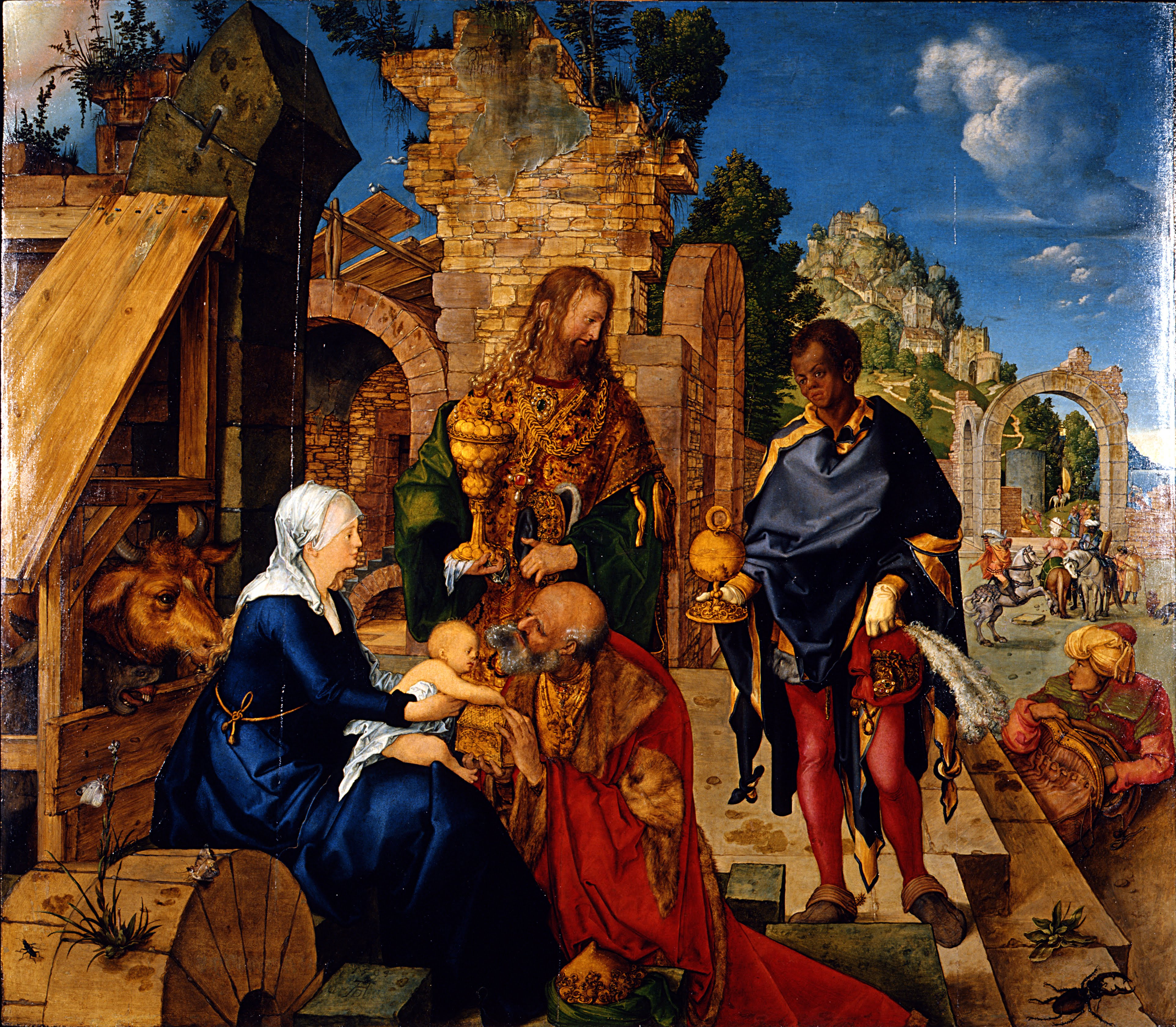
La Adorazione in un quadro di Albrecht Durer.

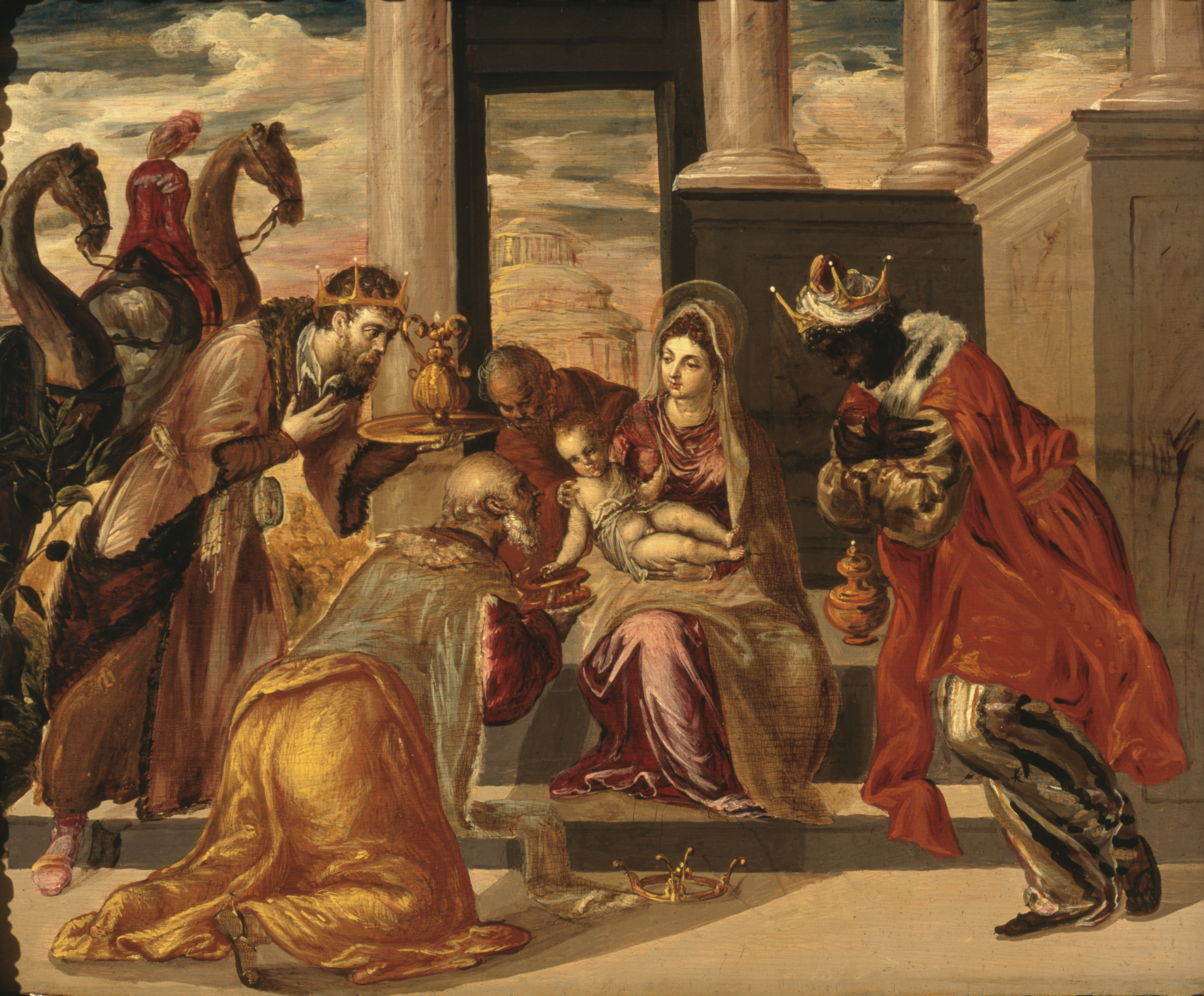
La Adorazione in un quadro di El Greco.

La scena dell'adorazione a Betlemme è una delle più antiche del mondo dell'arte. Il passaggio dell'adorazione era già rappresentato nelle catacombe romane dove si vede Maria dopo il parto e i tre magi che trasportano i loro doni su semplicissimi vassoi. L'antecedente di questa rappresentazione è nelle opere dell'Antica Roma in cui rappresentanti di un popolo soggiogato portano doni al romano vittorioso durante la cerimonia nota come trionfo.
Nel V secolo cambia la disposizione della scena, ponendo Maria al centro tra i Magi e aggiungendo i cammelli. Successivamente, in epoca bizantina, appare sulla scena un angelo con indosso una stella e uno dei Magi si genuflette. In Occidente e durante il Medioevo i maghi sono solitamente vestiti con un manto reale e una corona. I suoi doni si trovano in lussuosi contenitori fatti di metalli preziosi. Nel XIII secolo è frequente un modello in cui il primo re si inginocchia e il secondo guarda il terzo indicandogli la stella.
La scena si arricchisce di altri dettagli e dal Cinquecento si passa dal puro simbolismo a quello aneddotico e suggestivo.
Gli artisti hanno sfruttato spesso questo tema per rappresentare le tre età dell'uomo e anche, nell'epoca delle scoperte, come allegoria dei diversi mondi conosciuti: Baldassarre è raffigurato come un giovane africano (un Moro), Gaspare spesso ha una fisionomia chiaramente orientale e Melchiorre i tratti europei.